# Vesljana (přítok Vymu)
Vesljana (rusky Весляна) nebo Veslena (rusky Веслена) je řeka v Republice Komi v Rusku. Je dlouhá 138 km. Plocha povodí měří 4620 km².

## Průběh toku
Ústí zleva do Vymu (povodí Severní Dviny).